# Listă de conducători de stat din 896
892 - 893 - 894 - 895 - 896 - 897 - 898 - 899 - 900
Aceasta este o listă a conducătorilor de stat din anul 896:

## Europa
- Amalfi: Ștefan (prefect, 879-898)
- Anglia, statul anglo-saxon Mercia: Ethelred (ealdorman, 883-911)
- Anglia, statul anglo-saxon Wessex: Alfred cel Mare (rege, 871-899)
- Anglia, statul East Anglia: Eric (Eohric) (rege danez, 890/891-902)
- Anjou: Ingelger (Enjeuger) (conte, 879-cca. 898)
- Aquitania: Guillaume I cel Pios (duce, cca. 886-918)
- Armenia, statul Ani: Sămbat I Martirul (rege din dinastia Bagratizilor, 890-914)
- Asturia: Alfonso al III-lea cel Mare (rege, 866-910; totodată, rege al Leonului, 866-910)
- Bavaria: Arnulf_de_Carintia (rege din dinastia Carolingiană, 887-899; totodată, rege al Germaniei, 887-899; totodată, rege al Lotharingiei, 887-895; ulterior, rege al Italiei, 894-899; ulterior, împărat occidental, 896-899)
- Bavaria: Liutpold (duce din dinastia lui Liutpold, 889-907)
- Benevento: Guy (895-897; totodată, duce de Spoleto, 895-898)
- Bizanț: Leon al VI-lea Înțeleptul (împărat din dinastia Macedoneană, 886-912)
- Bretania: Alain I cel Mare (duce, 876/877-907)
- Bulgaria: Simeon cel Mare (țar, 893-927)
- Burgundia: Richard I Legislatorul (duce, cca. 888-921)
- Capua: Atenulf I (conte, 887-910; ulterior, principe de Benevento, 900-910)
- Cehia: Spytihnev (cneaz din dinastia Premysl, ?-905?) (?)
- Cordoba: Abu Muhammad Abdallah ibn Muhammad (I) (emir din dinastia Omeiazilor, 888-912)
- Creta: Muhammad ben Shuayb al-Zarkun (emir, 895-910)
- Croația: Mutimir (cneaz din dinastia Trpimirovic, cca. 890-910)
- Flandra: Balduin al II-lea cel Pleșuv (conte din dinastia lui Balduin, 879-918)
- Franța: Eudes (rege din dinastia Capețiană, 888-898) și Carol al III-lea cel Simplu (rege din dinastia Carolingiană, 893/898-923)
- Friuli: Walfred (margraf, 891-896; anterior, conte de Verona)
- Gaeta: Docibilis I (consul, 867-906) și Ioan I (consul, 867-877; apoi, patriciu, 877-933 sau 934)
- Germania: Arnulf_de_Carintia (rege din dinastia Carolingiană, 887-899; totodată, rege al Bavariei, 887-899; totodată, rege al Lotharingiei, 887-895; ulterior, rege al Italiei, 894-899; ulterior, împărat occidental, 896-899)
- Gruzia, statul Abhazia: Bagrat I (rege, 887/888-898/899)
- Gruzia, statul Tao-Klardjet: Adarnase al IV-lea (rege și curopalat, 888-923)
- Imperiul occidental: Lambert (împărat din familia Guideschi, 891-896; totodată, rege al Italiei, 891-896, 896-898; ulterior, duce de Spoleto, 894-898) și Arnulf de Carintia (împărat din dinastia Carolingiană, 896-899; totodată, rege al Germaniei, 887-899; totodată, rege al Bavariei, 887-899; totodată, rege al Lotharingiei, 887-895; ulterior, rege al Italiei, 894-899)
- Italia: Berengar I (rege, 888-896, 896-924; totodată, margraf de Friuli, 874-890; ulterior, împărat occidental, 915-924), Lambert (rege din familia Guideschi, 891-896, 896-898; totodată, împărat occidental, 891-896; ulterior, duce de Spoleto, 894-898) și Arnulf de Carintia (rege din dinastia Carolingiană, 894-899; totodată, rege al Bavariei, 887-899; totodată, rege al Germaniei, 887-899; totodată, rege al Lotharingiei, 887-895; ulterior, împărat occidental, 896-899) și Ratold (vicerege din dinastia Carolingiană, 896)
- Ivrea: Anscar (margraf din familia Anscarizilor, 888-902)
- Kiev: Oleg (mare cneaz din dinastia Rurikizilor, 888-912)
- Leon: Alfonso al III-lea cel Mare (rege, 866-910; totodată, rege al Asturiei, 866-910)
- Lotharingia: Zwentibold (Guindebald) (rege din dinastia Carolingiană, 895-900)
- Moravia Mare: Mojmir al II-lea (cneaz, 894-906)
- Navarra: Fortun Garces (rege, cca. 882-905)
- Neapole: Atanasio (duce, 877/878-897/898)
- Olanda: Gerulf al II-lea (conte, 885-înainte de 916)
- Salerno: Guaimar I (principe, 880-900)
- Saxonia: Otto I Ilustrul (duce din dinastia Liudolfingilor, 880-912)
- Scoția: Domnall (Donald) al II-lea (889-900)
- Serbia: Petru Gojnikovic (cneaz din dinastia lui Viseslav, 892-917)
- Sicilia: Abu Ishak Ibrahim al II-lea ibn Ahmad (emir din dinastia Aghlabizilor, 875-902)
- Spoleto: Lambert al II-lea (duce din familia Guideschi, 894-898; totodată, vicerege al Italiei, 891-896, 896-898; totodată, împărat occidental, 891-896) și Guy al IV-lea (duce din familia Guideschi, 895-898; totodată, principe de Benevento, 895-897)
- Statul papal: Formosus (papă, 891-896), Bonifaciu al VI-lea (papă, 896) și Ștefan al VI-lea (sau al VII-lea) (papă, 896-897)
- Toscana: Adalbert al II-lea cel Bogat (margraf, 886-915)
- Toulouse: Eudes (conte, 886-918/919)
- Ungaria: Arpad (conducător din dinastia Arpadiană, 889-907)
- Veneția: Pietro (Tribuno) (Trasdomenico) (doge, 888-912)

## Africa
- Aghlabizii: Abu Ishak Ibrahim al II-lea ibn Ahmad (emir din dinastia Aghlabizilor, 875-902)
- Idrisizii: Iahia al III-lea al-Mikdam ibn al-Kasim ibn Idris (II) (imam din dinastia Idrisizilor, ?-905) (?)
- Kanem-Bornu: Aritse (sultan, cca. 893-cca. 942)
- Tulunizii: Abu'l-Djaiș Humaravaih ibn Ahmad (conducător din dinastia Tulunizilor, 884-896), Abu'l-Asakir Djaiș ibn Humaravaih (conducător din dinastia Tulunizilor, 896) și Abu Musa Harun ibn Humaravaih (conducător din dinastia Tulunizilor, 896-904)

## Asia

### Orientul Apropiat
- Bizanț: Leon al VI-lea Înțeleptul (împărat din dinastia Macedoneană, 886-912)
- Califatul abbasid: Abu'l-Abbas Ahmad al-Mutatid ibn al-Muauffak ibn al-Mutauakkil (calif din dinastia Abbasizilor, 892-902)
- Samanizii: Ismail I ibn Ahmad (892-907)
- Tulunizii: Abu'l-Djaiș Humaravaih ibn Ahmad (conducător din dinastia Tulunizilor, 884-896), Abu'l-Asakir Djaiș ibn Humaravaih (conducător din dinastia Tulunizilor, 896) și Abu Musa Harun ibn Humaravaih (conducător din dinastia Tulunizilor, 896-904)

### Orientul Îndepărtat
- Birmania, statul Arakan: Tulataing Chandra (rege din dinastia Chandra, 884-903)
- Birmania, statul Mon: rege necunoscut (885-902)
- Cambodgea, Imperiul Kambujadesa (Angkor): Yasovarman I (Paramasivaloka) (împărat, 889-?)
- Cambodgea, statul Tjampa: Indravarman al II-lea (rege din a șasea dinastie, 875/889-898/903)
- China: Zhaozong (împărat din dinastia Tang, 889-904)
- Coreea, statul Hu-Paekje: Kyonhwon (Chin Hown) (rege, 892-935)
- Coreea, statul Silla: Chinsong (Man) (regină din dinastia Kim, 887-897)
- India, statul Chalukya răsăriteană: Chalukya-Bhima I (Vișnuvaradhana sau Paramabrahmanya) (rege, 892-922)
- India, statul Chola: Aditya I (rege, cca. 871-cca. 907)
- India, statul Gurjara Pratihara: Mahendrapala (rege, înainte de 893-după 907)
- India, statul Pallava: Nripatungavarman (rege din a treia dinastie, 855-896)
- India, statul Raștrakuților: Krișna al II-lea (rege, 878-914)
- Japonia: Uda (împărat, 887-897)
- Kashmir: Șamkaravarman (rege din dinastia Utpala, 884-903)
- Nepal: Raghavadeva (rege din dinastia Thakuri, 865/880-923/926)
- Sri Lanka: Kașyapa al IV-lea (rege din dinastia Silakala, 890-907)

## America
- Toltecii: Ihuitimal (conducător, 877-923)